# Una spirale di nebbia (romanzo)
Una spirale di nebbia è un romanzo dello scrittore Michele Prisco, pubblicato nel 1966. Lo stesso anno, il libro ha vinto il Premio Strega.
Il volume è stato tradotto in francese, inglese, tedesco rumeno e altre lingue.

## Trama
La vicenda si svolge da un giovedì mattina alla domenica mattina seguente, nel mese di novembre 1965. La narrazione segue il punto di vista di numerosi personaggi (Fabrizio, Maria Teresa, Piero, Lavinia, il giudice Renato Marino) e l'autore fa largo ricorso al flashback per ricostruirne le vicende personali.
L'antefatto: nella domenica precedente, giornata di pioggia, Fabrizio Sangermano, uscito a caccia con la moglie Valeria, inciampa su un ramo e lascia partire un colpo di fucile, letale per la giovane. Giunto all'ospedale locale con la moglie ormai morta, causa i sospetti del dottor Vittorio Conte, che avverte i carabinieri. Fabrizio viene incarcerato, in attesa che il giudice Marino accerti la vera natura dell'incidente.
La famiglia Sangermano. Tutti i parenti di Fabrizio Sangermano si riuniscono per decidere il comportamento da tenere nei confronti del congiunto in carcere. Sono convinti che Fabrizio, di 32 anni e molto innamorato della moglie, non possa essere colpevole, ma dopo lunghe discussioni, il vecchio Pietro Sangermano annuncia che si è già rivolto a un avvocato per togliere Fabrizio dall'incresciosa situazione in cui versa. La figlia di Pietro, Costanza, propone di consultare la cognata Maria Teresa, affinché questa coinvolga il marito, Marcello Testa, avvocato della Curia, a fare qualcosa. Dal canto suo, Costanza ha già accolto i tre bambini di Fabrizio e Valeria. I parenti di quest'ultima, milanesi, non si sono ancora fatti sentire, nonostante i solleciti telegrammi dei Sangermano.
Fabrizio. Per ordine del giudice istruttore Renato Marino, Fabrizio è obbligato a ricostruire la scena dell'incidente. Tutti i tentativi vanno a vuoto e non c'è verso di ricavare una sequenza coerente. Cresciuto orfano di padre (ucciso da soldati tedeschi nel 1943), privato della madre (impazzita e ricoverata in un istituto per malattie mentali), Fabrizio è considerato un peso per la famiglia, essendosi dimostrato inetto nello studio e nel lavoro. Anche il suo matrimonio non è piaciuto ai familiari, sebbene Valeria sia ricca. Così la giovane coppia è stata relegata in campagna, estromessa da ogni incarico nella proficua azienda familiare. Ora il giudice basa i suoi sospetti sul fatto che Valeria era notoriamente contrariata dalla situazione, aveva reagito male alla terza gravidanza e non mancava di offendere, umiliare e persino percuotere il timido consorte.
Il giudice. Renato Marino pensa, o forse vorrebbe, che Fabrizio fosse colpevole. Interroga assiduamente ogni persona, i domestici, la governante dei bambini, il dottore e l'infermiera che hanno accolto la morta all'ospedale. Eppure non si avvicina mai alla verità, finché comprende che sta sovrapponendo al caso giudiziario la sua storia personale. Distaccato a lavorare lontano da casa, sente la mancanza della moglie e dei suoi ragazzi; quando però può tornare, deve dividersi tra la famiglia che ha fondato e l'anziana madre, affetta da una forma incoercibile di rancore ed egoismo. Nei giorni dell'indagine, Renato decide di mettere almeno un po' di ordine nella sua vita; arriva però solo a capire che deve accettare le cose come stanno, non forzare nulla per non perdere tutto.
Maria Teresa. Nata Sangermano, in realtà è una parente collaterale, sorella del marito di Costanza (i Sangermano si sposano di frequente con i cugini di secondo e terzo grado). Eppure Maria Teresa è quella che meglio ha frequentato Valeria, ne ha conosciuto le frustrazioni e le ha affidato le sue confidenze. Infatti Maria Teresa ha sposato il brillante avvocato Marcello Testa, ma l'uomo è impotente e il matrimonio può facilmente essere sciolto dalla Sacra Rota. È Valeria a prospettarle lo scioglimento. Quando avviene la disgrazia, la donna è incaricata dai Sangermano di chiedere al marito di intervenire. Nessuno conosce il suo dramma; lei è in procinto di ottenere l'annullamento del matrimonio, ma per ragioni diverse e inconfessabili.
Maria Teresa ha atteso troppo, non ha compiuto il primo passo che le spettava di diritto. Così si ritrova a convivere con la domestica Armida gravida, su dichiarazione dello stesso Marcello, che vuole riconoscere il bambino e sposarla. Marcello è arrivato al punto di pagare l'autista Alfredo perché ingravidasse Armida, poi, accogliendo il desiderio dell'uomo di trasferirsi a Milano e promettendo ad Armida che lei diventerà sua moglie, ha chiesto a sua volta lo scioglimento del matrimonio, convinto di ingannare la società sulla sua capacità di diventare padre. Questo dovrebbe umiliare oltremodo Maria Teresa, la quale invece trova la forza di reagire e si procura le prove che il marito ha messo in piedi tutto il raggiro. Ma anche ristabilendo la verità, Maria Teresa ha ormai perso l'occasione di essere amata per se stessa e si prepara a un futuro di solitudine.
Le esequie di Valeria. La domenica mattina, una settimana dopo che è morta, Valeria viene seppellita nella tomba di famiglia dei Sangermano. Sono presenti i parenti di Fabrizio: i suoi zii Pietro, Raffaele e Massimo, le zie loro consorti, Costanza figlia dello zio Pietro con il marito Giovanni e il giovane figlio Piero. La giovane è inumata accanto al padre di Fabrizio, Lorenzo. Si cercano dei fiori con cui ornare la tomba e tutto sembra sgretolarsi sotto l'insistente pioggia. Non ci sono quelli che l'hanno amata; i genitori, i suoi bambini, il marito in carcere, l'amica Maria Teresa.

## Opere derivate
Nel 1977 è stato prodotto il film Una spirale di nebbia, produzione italo-francese per la regia di Eriprando Visconti, con Stefano Satta Flores nel ruolo di Renato.

## Edizioni
- Una spirale di nebbia, Rizzoli, Milano, 1966.
- Una spirale di nebbia, prefazione di Giovanni Arpino, Club degli Editori, Milano, 1976.
- Una spirale di nebbia, introduzione di Giacinto Spagnoletti, Rizzoli, Milano, 1977.
- Una spirale di nebbia, prefazione di Andrea Di Consoli, UTET, Torino, 2007.
- Jeux de brouillard, tradotto dall'italiano da Simone de Vergennes. E. Nalis, Parigi, 1968.
- Nebelspirale, traduzione di Ruth Wright, Dt. Verl.-Anst., Stoccarda, 1968.
- O spirală de ceată, traduzione in rumeno di Elena Murgu; postfazione di Constantin Ioncică, Editură Univers, Bucarest, 1973.
- Cár mlhy, Práce, Praga, 1984.